# Хардин, Глен
Гле́н Д. Ха́рдин (англ. Glen Hardin; родился 18 апреля 1939 года, Веллингтон, Техас) — американский музыкант и пианист.
Глен начал свою карьеру со своим техасским другом Бадди Холи в качестве участника его группы «The Crickets». На протяжении многих лет Глен Хардин являлся пианистом Элвиса Пресли. Впоследствии работал вместе с Джоном Денвером, Фрэнком Синатрой и Бингом Кросби.
В течение его долгой карьеры, Хардин играл для многих исполнителей разнообразных жанров музыки, включая: Эммилу Харрис, Дин Матин, Рики Нельсон, Линда Ронстадт. Он также играл на фортепиано на телевизионном шоу Роя Орбисона Чёрно-белая ночь.